# Spolek absolventů a přátel Masarykovy univerzity
Spolek absolventů a přátel Masarykovy univerzity (zkratkou SAPMU) je spolek se sídlem v Brně, který sdružuje absolventy, studenty, zaměstnance a přátele Masarykovy univerzity s cílem rozvíjet na akademické půdě tvůrčí prostředí v duchu demokratických principů, podporovat studentské a absolventské aktivity a přispívat k rozvoji občanské společnosti. Ačkoliv má sdružení s Masarykovou univerzitou uzavřenu smlouvu o spolupráci, není její organizační složkou a členství v něm není podmíněno studiem či absolutoriem na této univerzitě.

## Činnost
Spolek absolventů a přátel Masarykovy univerzity zahájil činnost 21. ledna 2006 a svými aktivitami se hlásí k odkazu prvního československého prezidenta Tomáše Garrigua Masaryka. Mezi své priority řadí mj. mezigenerační dialog, výměnu zkušeností, podporu univerzitních spolků a studentských a absolventských projektů, pořádání akcí, šíření dobrého jména Masarykovy univerzity, získávání prostředků a darů pro rozvoj univerzitního prostředí, jakož i spolupráci s obdobnými sdruženími v České republice a zahraničí.
Prostřednictvím Grantů TGM od roku 2012 podporuje inovativní studentské projekty (přednášky, výstavy, festivaly, výzkumy apod.) zaměřené na rozvoj demokracie a občanské společnosti. Zapojením brněnských editorů se SAPMU od roku 2013 snaží začít systematicky přispívat do internetové encyklopedie Wikipedie doplňováním informací o významných absolventech a osobnostech Masarykovy univerzity. Roku 2014 inicioval spolek založení tradice Freedom Lecture, veřejných debat na aktuální společenská témata s nevšedními osobnostmi u příležitosti Mezinárodního dne studentstva. Za přispění jednotlivců a sponzorů přispívá zahraničními knihami do fondu knihoven Masarykovy univerzity. Každoročně též pořádá v Brně a okolí několik vzdělávacích, kulturních či společenských akcí.

## Členové
K 1. dubnu 2017 měl Spolek absolventů a přátel Masarykovy univerzity 91 členů. Předsedou sdružení byl od 9. ledna 2012 do 31. prosince 2016 přírodovědec Tomáš Mozga. Jeho předchůdci byli rektoři univerzity Mikuláš Bek (2011–2012) a Petr Fiala (2006–2011). Ve vedení sdružení se angažují nebo v minulosti angažovali mnozí úspěšní absolventi Masarykovy univerzity, představitelé neziskového sektoru a občanští aktivisté, např. členka iniciativy Žít Brno Barbora Antonová, tvůrce platform Demagog.sk a Masarykovy debaty Ondrej Lunter, studentští vůdci Zdeněk Ručka a Petr Soukeník, ředitelka Nadace Veronica Jasna Flamiková, ředitel Jihomoravského inovačního centra Jiří Hudeček, ředitelka společnosti Moravia Worldwide Kateřina Janků, ředitelka Centra pro transfer technologií MU Eva Janouškovcová, ředitel Nadace Partnerství Miroslav Kundrata, v Brně žijící kanadský profesor literatury Don Sparling, pražská socioložka Jiřina Šiklová a též zástupci vedení Masarykovy univerzity.

### Čestní členové
Spolek absolventů a přátel Masarykovy univerzity udělil čestné členství za mimořádné zásluhy o rozvoj univerzity a občanské společnosti těmto osobnostem:
- Alfred Bader (1924) – chemik, podnikatel, sběratel umění, filantrop, od 21. 11. 2013
- Isabel Baderová (1928) – filantropka, od 21. 11. 2013
- Mikuláš Bek (1964) – rektor Masarykovy univerzity, od 20. 11. 2015
- Marek Blahuš (1986) – první wikipedista rezident MU, od 20. 11. 2015
- Martin Černohorský (1923) – teoretický fyzik, absolvent a pedagog Přírodovědecké fakulty MU, od 18. 12. 2012-9. 2. 2024
- Josef Čermák (1924) – právník, básník, publicista a historik, od 11. 12. 2018-20. 9. 2021
- Peter Demetz (1922) – literární vědec, překladatel, hostující pedagog Filozofické fakulty MU, od 18. 12. 2012-30. 4. 2024
- Ludmila Dlouhá (1942) – knihovnice, od 21. 11. 2013
- Jiří Dušek (1971) – fyzik, popularizátor vědy, ředitel Hvězdárny a planetária Brno, absolvent Přírodovědecké fakulty MU, od 21. 11. 2013
- Jasna Flamiková (1969) – ředitelka Nadace Veronica, absolventka Přírodovědecké fakulty MU, od 24. 11. 2014
- Pavel Franc (1978) – právník, ředitel organizace Frank Bold, absolvent Právnické fakulty MU, od 24. 11. 2014
- Jiří Friml (1973) – rostlinný biolog, absolvent a pedagog Přírodovědecké fakulty MU, od 21. 11. 2013
- Petr Hajn (1935) – právník, pedagog Právnické fakulty MU, od 18. 12. 2012
- Ivan Holoubek (1951) – chemik, ekotoxikolog, zakladatel RECETOXu, absolvent a pedagog Přírodovědecké fakulty MU, od 21. 11. 2013-19. 1. 2025
- František Janouch (1931) – jaderný fyzik, zakladatel Nadace Charty 77, od 24. 11. 2014-12. 1. 2024
- Leoš Jordán – jednatel firmy MB cargo s.r.o., dopravce, od 24. 11. 2014
- Tomáš Kára (1967) – lékař, od 20. 11. 2015-26. 3. 2024
- Ada Kolmanová (1939) – mikrobioložka, Nadace Charty 77, od 24. 11. 2014
- Michal Konečný (1982) – historik, absolvent Filozofické fakulty MU, od 21. 11. 2013
- Rostislav Koryčánek (1972) – historik umění, absolvent Filozofické fakulty MU, od 21. 11. 2013
- Lumír Krejčí (1972) – biochemik, od 20. 11. 2015
- Igor Laštůvka (1975) – ředitel Divize jih firmy SITA CZ a.s., od 18. 12. 2012
- Karel Landyš (1936) – onkolog, autor knihy Konvalinka, od 18. 10. 2017
- Hana Librová (1943) – environmentalistka, absolventka Přírodovědecké fakulty MU, pedagožka Fakulty sociálních studií MU, od 18. 12. 2012
- Ivo Možný (1932) – sociolog, absolvent Filozofické fakulty MU, pedagog Fakulty sociálních studií MU, od 18. 12. 2012
- Matěj Myška (1984) – expert na autorské právo, od 20. 11. 2015
- Tomáš Mozga (1980) –  chemik a biolog, od 18. 10. 2017
- Jana Nechutová (1936) – filoložka, od 20. 11. 2015
- Jaroslav Ostrčilík (1983) – germanista, od 20. 11. 2015
- František Pěcha (1920) – dlouhodobá spolupráce s fakultou, od 20. 11. 2015-1. 3. 2018
- Radim Petratur (1977) – zakladatel SAPMU, absolvent Fakulty informatiky MU, od 24. 11. 2014
- Antonín Přidal (1935) – spisovatel-pedagog, od 20. 11. 2015-7. 2. 2017
- Thomas J. Resch (1964) – diplomat, magistrát města Vídně, od 21. 11. 2013
- Eduard Schmidt (1935) – fyzik, pedagog Přírodovědecké fakulty MU, od 21. 11. 2013
- Vladimír Smékal (1935) – psycholog, absolvent Filozofické fakulty MU, pedagog Fakulty sociálních studií MU, od 18. 12. 2012
- Kateřina Smutná (1947) – archivářka, ředitelka Moravského zemského archivu, absolventka Filozofické fakulty MU, od 24. 11. 2014
- Drahoslav Sojka (1924) – dlouhodobá spolupráce s fakultou, od 20. 11. 2015
- Don Sparling (1943) – kanadista, brnofil, pedagog Filozofické fakulty MU, od 18. 12. 2012
- Věra Spurná (1925) – cytogenetička, od 20. 11. 2015
- Dušan Šlosar (1930) – jazykovědec, absolvent a pedagog Filozofické fakulty MU, od 21. 11. 2013
- Josef Šmajs (1938) – filozof, spisovatel, absolvent Filozofické fakulty MU, pedagog Ekonomicko-správní fakulty MU, od 21. 11. 2013
- Miloš Štědroň (1942) – muzikolog a skladatel, absolvent a pedagog Filozofické fakulty MU, od 18. 12. 2012
- Pavel Švanda (1936) – spisovatel, novinář, absolvent a pedagog Filozofické fakulty MU, od 21. 11. 2013
- Kateřina Tučková (1980) – spisovatelka, od 20. 11. 2015
- Jiří Voráč (1965) – filmový historik, absolvent a pedagog Filozofické fakulty MU, od 24. 11. 2014 do 3. 1. 2022
- Jiří Vorlíček (1944) – lékař, onkolog, absolvent a pedagog Lékařské fakulty MU, od 24. 11. 2014
- Alena Wagnerová (1936) – spisovatelka, absolventka Přírodovědecké fakulty MU, od 18. 12. 2012